# 1948 في سويسرا
فيما يلي قوائم الأحداث التي وقعت خلال عام 1948 في سويسرا.

## رياضة
- 19 أغسطس – طواف سويسرا 1948 الفائزون Hans Sommer (cyclist) [الإنجليزية]‏، Giulio Bresci [الإنجليزية]‏، فرديناند كوبلر.

## أفلام
من الأفلام التي صدرت هذه السنة في سويسرا:
- 1 يناير – البحث من إخراج فريد زينمان.

## مواليد

### يناير
- 1 يناير – فيليب دوفور
- 1 يناير – كارل أمان مصور سويسري.

### فبراير
- 7 فبراير – جوسيف أكرمان
- 29 فبراير – مارتن سوتير كاتب سويسري.

### مارس
- 28 مارس – والتر بالمر لاعب كرة قدم سويسري.

### مايو
- 9 مايو – كورت مولر لاعب كرة قدم سويسري.

### يونيو
- 13 يونيو – هانس كوفمان سياسي سويسري.
- 18 يونيو – رينيه هاسلر لاعب كرة قدم سويسري.
- 30 يونيو – أوليفر فراي رسام توضيحي سويسري.

### يوليو
- 17 يوليو – لوك بوندي
- 24 يوليو – جوسيف فوكس دراج سويسري.

### أغسطس
- 13 أغسطس – غوتليب فروليش مُجدّف سويسري.

### سبتمبر
- 18 سبتمبر – جورجيو بير عالم اقتصاد سويسري.

### نوفمبر
- 26 نوفمبر – إدوارد هوزر متزحلق سويسري.

## وفيات

### أكتوبر
- 20 أكتوبر – ماريون تالبوت (مواليد 1858)

### ديسمبر
- 1 ديسمبر – بول كونراد (مواليد 1877)